# Mount Hall (Asgard Range)
Mount Hall ist ein 1800 m hoher Berg im ostantarktischen Viktorialand. In der Asgard Range des Transantarktischen Gebirges ragt er 2,6 km südwestlich des Mount Weyant in der Umgebung des Harris Peak und des Ball Peak auf.
Das New Zealand Geographic Board benannte ihn 1998 nach dem neuseeländischen Bergsteiger Rob Hall (1961–1996), der in den 1990er Jahren für das New Zealand Antarctic Research Program tätig war und am 10. Mai 1996 beim Unglück am Mount Everest ums Leben kam.